# Stazione di Pontepetri
La stazione di Pontepetri era una fermata situata sulla linea ferroviaria privata Pracchia-San Marcello Pistoiese-Mammiano.

## Caratteristiche
La fermata ai margini dell'abitato di Pontepetri lungo la strada statale 66 Pistoiese, a quota 669 m s.l.m., alla progressiva 3+062.
Era dotata di un fabbricato di piccole dimensioni a pianta quadrata dotato di un unico ambiente e aperto solamente sul fronte binari.

## Storia
Fu inaugurata il 21 giugno 1926, insieme all'apertura della ferrovia FAP ed ha svolto servizio fino al 30 settembre 1965, data dell'ultima corsa dei convogli.